# Pyrus i Alletiders Eventyr
Pyrus i Alletiders Eventyr er en dansk julekalender fra 2000, som er instrueret af Martin Miehe-Renard og produceret af Nordisk Film for TV 2. Julekalenderen blev vist på TV 2 for første gang i december 2000 og er siden blevet genudsendt på samme kanal i 2010, 2019 og 2022. Serien består af 24 afsnit a 25 minutters varighed, og medvirkende i serien er Jan Linnebjerg, Paul Hüttel, Christiane Bjørg Nielsen, Jesper Klein, Jeanne Boel, Søren Østergaard, Niccié Jølst og Nicolé Jølst. Julekalenderen følger nisserne Pyrus, Gyldengrød og Kandis, rigsarkivaren Bertramsen og hans sekretær Josefine, og tvillingerne Mille og Molly på deres rejse ind i danske og udenlandske eventyr efter Pyrus har rodet en masse eventyr sammen.
Julekalenderen er den fjerde og sidste i Pyrus-franchisen, og den efterfølger Alletiders jul (1994), Alletiders nisse (1995) og Alletiders julemand (1997). Spillefilmen Pyrus på pletten udkom den 24. november 2000.

## Medvirkende
- Jan Linnebjerg – Pyrus
- Paul Hüttel – Gyldengrød
- Christiane Bjørg Nielsen – Kandis
- Jesper Klein – Birger Bertramsen
- Jeanne Boel – Josefine Brahe
- Nicolé Jølst – Mille
- Niccié Jølst – Molly

- Søren Østergaard – Leif-Jørgen Krusø
- Stig Hoffmeyer - H.C. Andersen
- Niels Ellegaard - Giambattista Basile
- Claes Bang - Udyret
- Mille Lehfeldt - Prinsessen på ærten
- Tom McEwan - Giovanni
- Lars Herlow - Gumme

## Handling
Rigsarkivar Birger Bertramsen har fået en ny stor og vigtig opgave fra Kongehuset, som er at samle alle de mest kendte folkeeventyr i en bog, som skal være en julegave til Kongehusets nyfødte prins. Bertramsen får brug for al den hjælp han kan få af sin datter og sekretær, Josefine, men hun har desværre lovet at passe sin mands, politikommisær Krusø, niecer; tvillingerne Mille og Molly i hele december-måned. Pyrus og Kandis tilbyder derfor at træde til, og holde øje med pigerne, mens Gyldengrød, Bertramsen og Josefine går i gang med opgaven.
De to ungnisser Pyrus og Kandis har endelig fået deres egne tryllebøger af Gyldengrød, ligesom at de af Nisseversitet har fået et par 3. grads-briller i decembergave, som når man tager brillerne på, når man er inde i en bog, bliver bogen ‘mere levende’. Kandis og Mille sætter sig til at lave julepynt, mens Pyrus og Molly går en tur i arkivet. For at imponere Molly med sin evner, tryller Pyrus sig selv og Molly ind i en af de mange eventyrbøger, men da Mille og Molly er tvillinger, følger Mille med og Pyrus mister snart begge pigerne af syne. Pyrus går i panik og for at nå hurtigere ned til Kandis efter hjælp, tryller han sig selv ud af eventyrbogen og tryller alle eventyrbøgerne sammen til én stor bog - problemet er dog at alle eventyrerne nu er blandet sammen.
Pyrus, Kandis, Gyldengrød, Bertramsen og Josefine må nu skynde sig at finde tvillingerne uden at Krusø opdager at de er væk, og samtidig få sat alle eventyrerne i orden igen, så gaven til den lille prins bliver klar i tide til juleaften. Undervejs i julekalenderen møder nisserne bl.a. den italienske eventyrsamler Giambattista Basile, Brødrene Grimm og Danmarks mest kendte eventyrforfatter, H.C. Andersen, ligesom at de oplever eventyr som De tolv dansende prinsesser, Skønheden og udyret, En fjer bliver til fem høns, Hans og Grete, Den lille Rødhætte, Kejserens nye klæder, Prinsessen på ærten og Nattergalen.
Gruppen får endelig ryddet op i alle eventyrerne og klargjort gaven til den lille prins, men ved en fejltagelse får Pyrus kastet en forkert trylleformular, som får den færdige bog ud i 24 små bøger, som nu er blandet sammen igen. Heldigvis dukker den gode fe op, og hun hjælper Pyrus med at få eventyrerne tilbage i deres rigtige form.
Gyldengrød fortæller herefter Kandis og Pyrus, at han vil trække sig fra sit arbejde som rigsnisse og at han overlader Rigsarkivet til dem nu.

## Afsnit
| #  | Titel                 | Første sendedag   |
| -- | --------------------- | ----------------- |
| 01 | "Jul I Tredje Grad"   | 1. december 2000  |
| 02 | "Pyrus Passer Piger"  | 2. december 2000  |
| 03 | "Giambatista"         | 3. december 2000  |
| 04 | "M&M"                 | 4. december 2000  |
| 05 | "Slagtetid"           | 5. december 2000  |
| 06 | "Hårrejsende"         | 6. december 2000  |
| 07 | "Sov Sødt"            | 7. december 2000  |
| 08 | "Finette"             | 8. december 2000  |
| 09 | "Gru Og Rædsel"       | 9. december 2000  |
| 10 | "Kært Barn"           | 10. december 2000 |
| 11 | "På Med Pilen"        | 11. december 2000 |
| 12 | "Et Bønnemøde"        | 12. december 2000 |
| 13 | "Ømme Fødder"         | 13. december 2000 |
| 14 | "En Sand Konge"       | 14. december 2000 |
| 15 | "Kvæk"                | 15. december 2000 |
| 16 | "Højt At Flyve"       | 16. december 2000 |
| 17 | "Hans Christian"      | 17. december 2000 |
| 18 | "P"                   | 18. december 2000 |
| 19 | "En Fjer"             | 19. december 2000 |
| 20 | "Katzenjammer"        | 20. december 2000 |
| 21 | "En Lang Næse"        | 21. december 2000 |
| 22 | "Klæder Skaber Folk"  | 22. december 2000 |
| 23 | "Ene Og Alene"        | 23. december 2000 |
| 24 | "Alle Tiders Eventyr" | 24. december 2000 |

## Produktion
En del af de udendørs optagelser blev gjort på Middelaldercentret ved Nykøbing Falster, der bl.a. brugte ridderturneringen og dele af byen til optagelserne af serien. Ligeledes blev herregården Selsø i Hornsherred benyttet til visse scener. Det lille legehus på det historiske landsted Sophienholm blev brugt til optagelserne af afsnittet om Rødhætte.

### 3D-element
Med den trykte julekalender til serien fulgte et par 3D-briller, som seerne kunne bruge til de ca. tre minutter i hvert afsnit, hvor serien blev vist i 3D, som oftest var når karakterne befandt sig inde i eventyrbøgerne. Som en af de første danske tv-produktioner til at inkorporere 3D, blev de udvalgte scener optaget med en primitiv form for 3D-teknik, hvor scenen blev optaget med blot ét kamera, der hele tiden flyttede sig for at optage motiverne fra forskellige vinkler i modsætning til ægte steroskopi, hvor samme scene optages med to forskellige kameraer; et venstre-kamera til venstre øjes billede og et højre-kamera til højre øjes billede, som lægges sammen til ét billede. Instruktør Miehe-Renardt fik idéen til 3D-elementet efter at have oplevet selvsamme teknik under Filmfestivalen i Cannes i maj 1999.
3D-effekten kaldes for Pulfrich-effekten efter den tyske fysiker Carl Pulfrich, som først beskrev fænomenet i 1922.

## Musik
Musikken til Pyrus i Alletiders Eventyr blev komponeret af Jan Rørdam med sangtekster af Miehe-Renard. Titelsangen blev sunget af Christina Ibsen Meyer. Sangene blev udgivet på CD i 2000 og i en ny udgave i forbindelse med genudsendelsen i 2010.
Den oprindelige udgave fra 2000 indeholder desuden sangene fra spillefilmen Pyrus på pletten som bonusnumre.
| #   | Titel                  | Fremført af                                                          | Længde |
| --- | ---------------------- | -------------------------------------------------------------------- | ------ |
| 1.  | "Alletiders Eventyr"   | Christina Ibsen Meyer                                                | 2:03   |
| 2.  | "December"             | Jan Linnebjerg, Christiane Bjørg Nielsen                             | 3:30   |
| 3.  | "Sovesang"             | Jan Linnebjerg                                                       | 3:08   |
| 4.  | "Pyrus Groove"         | Jan Linnebjerg                                                       | 2:47   |
| 5.  | "La' Det Gro"          | Christiane Bjørg Nielsen                                             | 2:42   |
| 6.  | "I Kina Bor En Kejser" | Christiane Bjørg Nielsen, Niccié Jølst, Nicolé Jølst                 | 2:07   |
| 7.  | "S.O.S Det er jul"     | Jan Linnebjerg, Christiane Bjørg Nielsen, Niccié Jølst, Nicolé Jølst | 3:10   |
| 8.  | "Schh..."              | Jan Linnebjerg                                                       | 2:28   |
| 9.  | "Slagtetid"            | Christiane Bjørg Nielsen, Niccié Jølst, Nicolé Jølst                 | 2:40   |
| 10. | "Et scoop"             | Lars Herlow                                                          | 3:22   |
| 11. | "Spænding og chok"     | Jan Linnebjerg, Jeanne Boel                                          | 3:06   |
| 12. | "Tænk sig at være rig" | Jeanne Boel                                                          | 3:05   |
| 13. | "Endnu En Dag"         | Jan Linnebjerg, Christiane Bjørg Nielsen, Paul Hüttel                | 2:09   |
| 14. | "Kærlige Ord"          | Jan Linnebjerg, Paul Hüttel                                          | 2:59   |
| 15. | "Menuét"               | Sonja Oppenhagen                                                     | 1:49   |
| 16. | "Cool jul - Remix"     | Jan Linnebjerg                                                       | 3:14   |
| 17. | "Pyrus på pletten"     | Peter Busborg                                                        | 2:50   |
| 18. | "100 timer"            | Enna Inar                                                            | 4:04   |

1. 1 2  Fra spillefilmen Pyrus på pletten; kun på den oprindelige udgave fra 2000

Soundtracket fra julekalenderen vandt en Danish Music Award i 2001 for "Årets Bedste Børneudgivelse".